# Rubic Ghasemi-Nobakht
Rubic Ghasemi-Nobakht (* 27. Juli 1987 in Göttingen) ist ein deutscher Fußballspieler iranischer Abstammung.

## Karriere
Aus der Jugend von Hannover 96 wechselte Ghasemi-Nobakht 2007 zu Eintracht Northeim in die Oberliga Niedersachsen, wo er sich mit 27 Saisontreffern zum Torjäger entwickelte. So unterzeichnete er im folgenden Sommer bei der zweiten Mannschaft von Hannover 96 einen Vertrag. In der Regionalliga Nord bestritt er insgesamt 20 Spiele, wobei er vier Tore erzielte.
Ghasemi-Nobakht kam am 6. Februar 2010 im Spiel gegen die TSG 1899 Hoffenheim zu seinem Bundesliga-Debüt, nachdem er zur 2. Halbzeit für Konstantin Rausch eingewechselt wurde.
Im Sommer 2010 wechselte Ghasemi-Nobakht zum FC Oberneuland in die Regionalliga Nord. Seit Sommer 2011 war er vereinslos. Am 22. Dezember 2011 gab der RSV Göttingen 05 die Verpflichtung Ghasemi-Nobakhts bekannt, der den Göttinger Oberligisten in der Rückrunde 2011/12 verstärkte. Im Sommer 2012 wechselte er nach Berlin und schloss sich dem Oberligisten Lichterfelder FC an. In der Saison 2013/14 spielte er wieder gemeinsam mit seinem Bruder Sebastian beim Charlottenburger Landesligisten CFC Hertha 06.

## Privates
Rubic Ghasemi-Nobakht ist der Bruder von Sebastian Ghasemi-Nobakht, der unter anderem bei der SpVgg Greuther Fürth in der 2. Fußball-Bundesliga spielte.